# Hugo Boguslawski

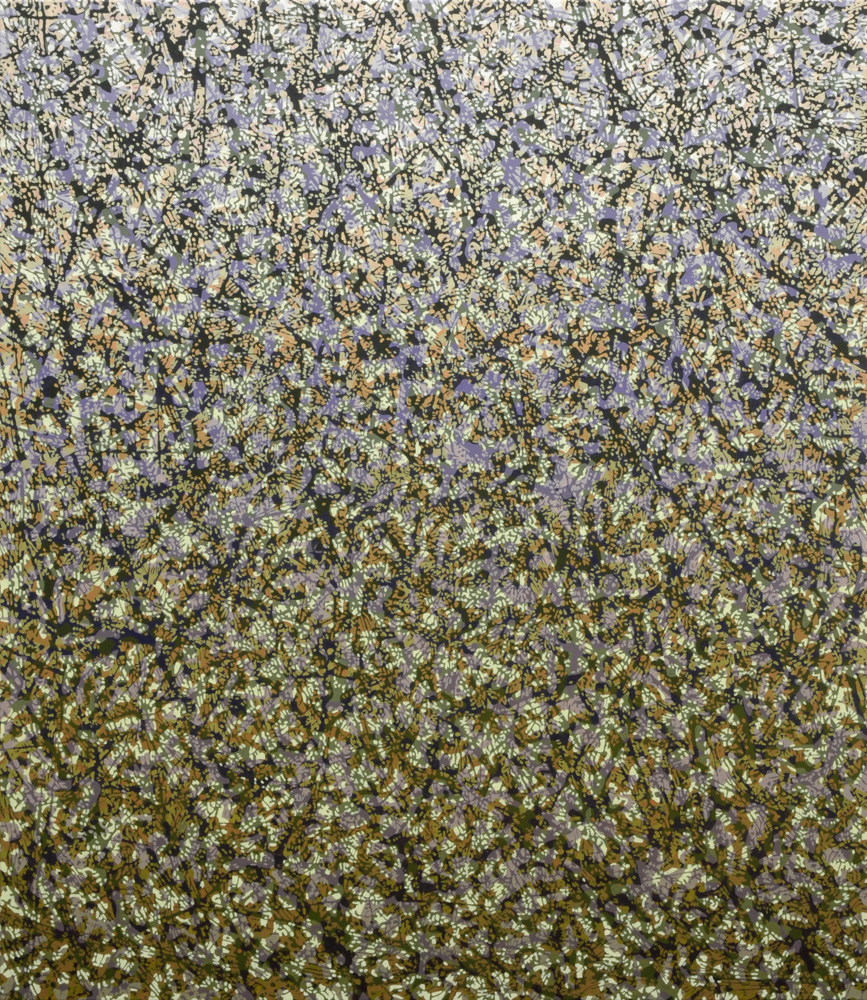
Werk von Hugo Boguslawski aus der Sammlung Kemp, Museum Kunstpalast, Düsseldorf

Hugo Boguslawski (* 7. Mai 1970 in Gelsenkirchen) ist ein zeitgenössischer Maler.

## Leben und Werk
Boguslawski studierte Malerei an der Kunstakademie Münster in der Malklasse von Hermann-Josef Kuhna. 1995 wurde er Meisterschüler von Kuhna.
2001 erhielt er den Akademiebrief mit Auszeichnung, 2002 ein Reisestipendium der Kunstakademie Münster nach Paris, 2007 ein Residenzstipendium am ChangMoon ArtCenter in Südkorea.
Boguslawskis strukturelle Malerei abstrahiert von organischen Strukturen wie Fellen, Geweben, Blattwerk, Wasser, Erdreich, Gestein, deren Bausteine er detailgenau in Nahsicht und mit all-over-Manier rhythmisierend und schichtweise über die gesamte Bildfläche ausbreitet und dabei durch subtile Farb- und Dichteverschiebungen Räumlichkeit, Tiefe und Bewegung suggeriert. Es entsteht eine haptische Präsenz des Dargestellten, das „lesbare Details und ornamentale Abstraktion zusammenführt“. Dabei „bewahrt [Boguslawski] auch im Abstraktesten einen mimetischen Kern“.

Hugo Boguslawski lebt und arbeitet in Düsseldorf, wo er ein Atelier mit der Malerin Min Clara Kim betreibt.

Er gehört zu den Gründungsmitgliedern der Künstlergruppe RheinBrücke.
Seit 2019 ist er Vorstandsvorsitzender der KUHNA-Stiftung.

## Ausstellungen
- 1998 In Westfälischen Schlössern, Haus Opherdicke, Unna
- 2000 Farbe bekennen, Kunstverein Mettingen
- 2001 Galerie Steinrötter, Münster
- 2002 Museum Abtei Liesborn, Wadersloh-Liesborn
- 2003 Galerie Steinrötter, Münster
- 2004 close-up, Galerie AO, Emsdetten
- 2004 secret mission flocati, Galerie Blau, Palma de Mallorca, Spanien
- 2004 Galerie Schlehn, Hannover
- 2005 Galerie Niepel bei Morawitz, Düsseldorf
- 2005 Galerie 48, Saarbrücken
- 2005 Galerie Heidi Borutta, Recklinghausen
- 2006 Kunstverein Erlangen
- 2006 Galerie Kunsttachometer Theofilos Klonaris, Palma de Mallorca, Spanien
- 2007 Galerie Noack, Mönchengladbach
- 2007 Galerie Niepel bei Morawitz, Düsseldorf
- 2007 gallery Hyun, Yongin, Südkorea
- 2008 Hier und Jetzt, Gustav-Lübcke-Museum, Hamm
- 2008 RheinBrücke, cubus kunsthalle, Duisburg
- 2009 RLB Kunstbrücke, Innsbruck, Österreich
- 2009 Kunstverein Sulzbach (mit der Künstlergruppe RheinBrücke)
- 2009 Kunstverein Oberhausen, Kunstsommer 2009 (mit der Künstlergruppe RheinBrücke)
- 2009 rhein gegenständlich, cubus kunsthalle, Duisburg (mit der Künstlergruppe RheinBrücke)
- 2009 Nordwestkunst 2009, Kunsthalle Wilhelmshaven
- 2010 Lebensläufe – von hier und zurück, Kunstverein Gelsenkirchen, Kunstmuseum Gelsenkirchen
- 2010 Round One: Great Experiment, Driesch & Klonaris Contemporary Art Palma de Mallorca, Spanien
- 2010 Galerie CP Cerny + Partner, Wiesbaden
- 2010 Kunstverein Frechen (mit der Künstlergruppe RheinBrücke)
- 2011 ornamental, Städtische Galerie Lippstadt
- 2011 Kunstmuseum Gelsenkirchen
- 2012 Kunstverein Unna
- 2012 Avril contemporain, Espace des Blancs-Manteaux, Paris, Frankreich
- 2013 Museum St. Wendel
- 2014 Kulturbahnhof Kreuztal
- 2014 Kunstverein virtuellvisuell, Dorsten
- 2014 Anagramme, Galerie Art-Eck, Solingen
- 2014 Keine Angst vor Schön, Galerie le cœur, Köln
- 2014 fiftyfifty Galerie, Düsseldorf
- 2014 Sommerfrische, Galerie Hovestadt, Nottuln
- 2015 Restlicht, Städtisches Museum Kalkar
- 2015 Hugo Boguslawski – Restlicht, Kulturspeicher Oldenburg im Stadtmuseum Oldenburg
- 2015 C.A.R. Contemporary Art Ruhr, Welterbe Zollverein, Essen
- 2015 Kunstmuseum Gelsenkirchen
- 2016 … dahinter das Meer – acht westdeutsche Maler sehen Norddeutschland, Stiftung Burg Kniphausen, Wilhelmshaven
- 2016 Haus der Kunst Enniger, Ennigerloh
- 2017 Im Rhythmus der Farben, Galerie Anette Müller, Düsseldorf
- 2017 C.A.R. Contemporary Art Ruhr, Welterbe Zollverein, Essen
- 2017 Kunst und Wissenschaft: Beispiele symbiotischer Verhältnisse, Haus der Universität, Düsseldorf
- 2018 Galerie Anette Müller, Düsseldorf
- 2018 Art Gallery 64, Birkenfeld
- 2018 50 Jahre Kunstverein Gelsenkirchen – Kunst und Leidenschaft, Kunstverein Gelsenkirchen, Kunstmuseum Gelsenkirchen
- 2018 Hier und Jetzt, Gustav-Lübcke-Museum, Hamm
- 2019 Wilhelm-Morgner-Preis 2019, Museum Wilhelm Morgner, Soest
- 2019  Kunstmuseum Gelsenkirchen
- 2020 Hugo Boguslawski: [Bornholm], Künstlerverein Malkasten, Düsseldorf
- 2020 Die Erben Wilhelm Morgners – Hommage an einen Westfalen, Kunstverein Kreis Soest im Museum Wilhelm Morgner, Soest
- 2021 ReNatur - Kunst im Anthropozän, cubus kunsthalle, Duisburg
- 2022 ReNatur, Künstlerzeche Unser Fritz, Herne
- 2023 Hugo Boguslawski – Neue Bilder, Kunstverein Haus der Kunst Enniger, Ennigerloh
- 2023 HUGO BOGUSLAWSKI IST... ...STRUKTURELL, KAKTuS Kulturforum, Renaissanceburg Lüdinghausen, Lüdinghausen
- 2024 HUGO BOGUSLAWSKI – BILDER VON ANDEREN ORTEN, Kunstverein virtuellvisuell, Dorsten

## Arbeiten in öffentlichen und privaten Sammlungen
- Sammlung Kemp / Museum KUNSTPALAST, Düsseldorf
- DZ BANK Kunstsammlung, Düsseldorf/Frankfurt (ehem. WGZ BANK Kunstsammlung, Düsseldorf)
- Saartoto Kunstsammlung, Saarbrücken
- Grafiksammlung der Kunstakademie Münster
- Gold-Kraemer-Stiftung, Frechen